# Ferrocarril en Belice

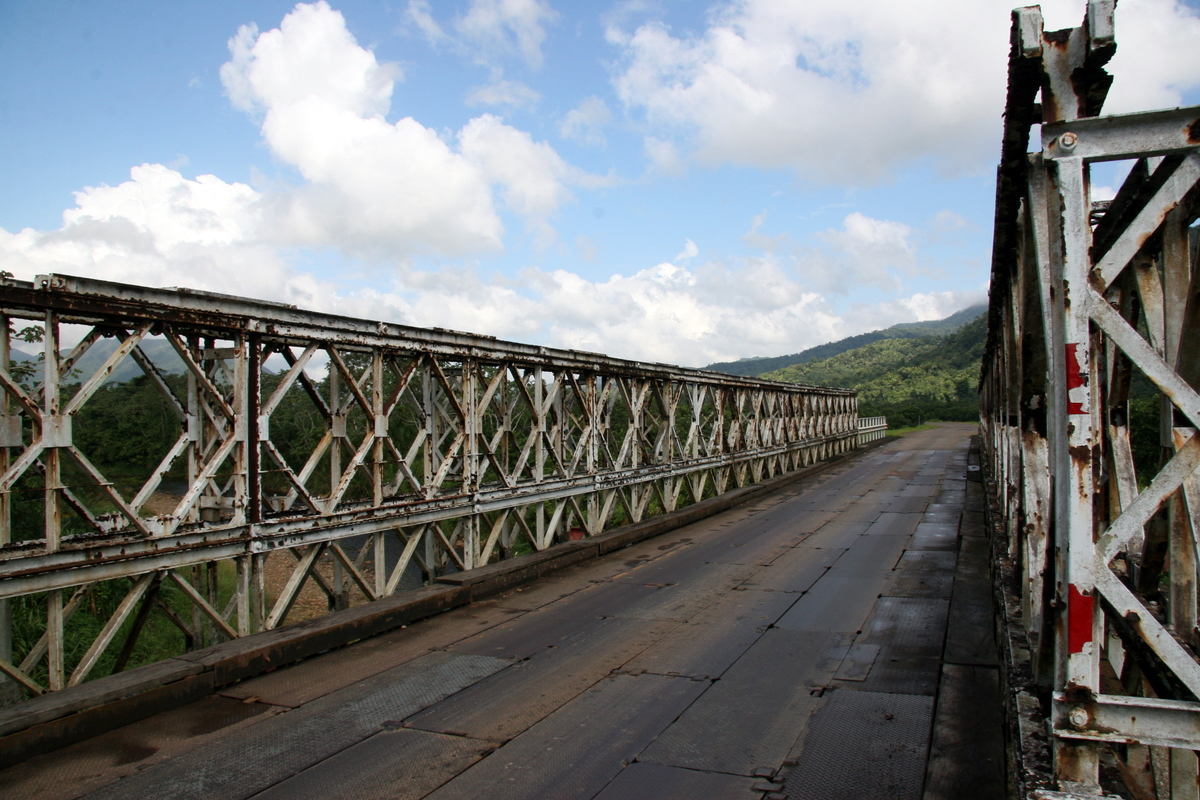
El antiguo puente ferroviario sobre la Carretera del Colibrí en Belice

El transporte ferroviario en Belice hoy en día es inexistente ya que no hay servicio ferroviario activo. En el pasado, sin embargo, Belice sí tenía varias líneas ferroviarias en uso, en particular el Stann Creek Railway, que estuvo en uso hasta 1937.
Belice nunca ha tenido conexiones ferroviarias con sus países vecinos de Guatemala y México.

## Historia

### Stann Creek Railway

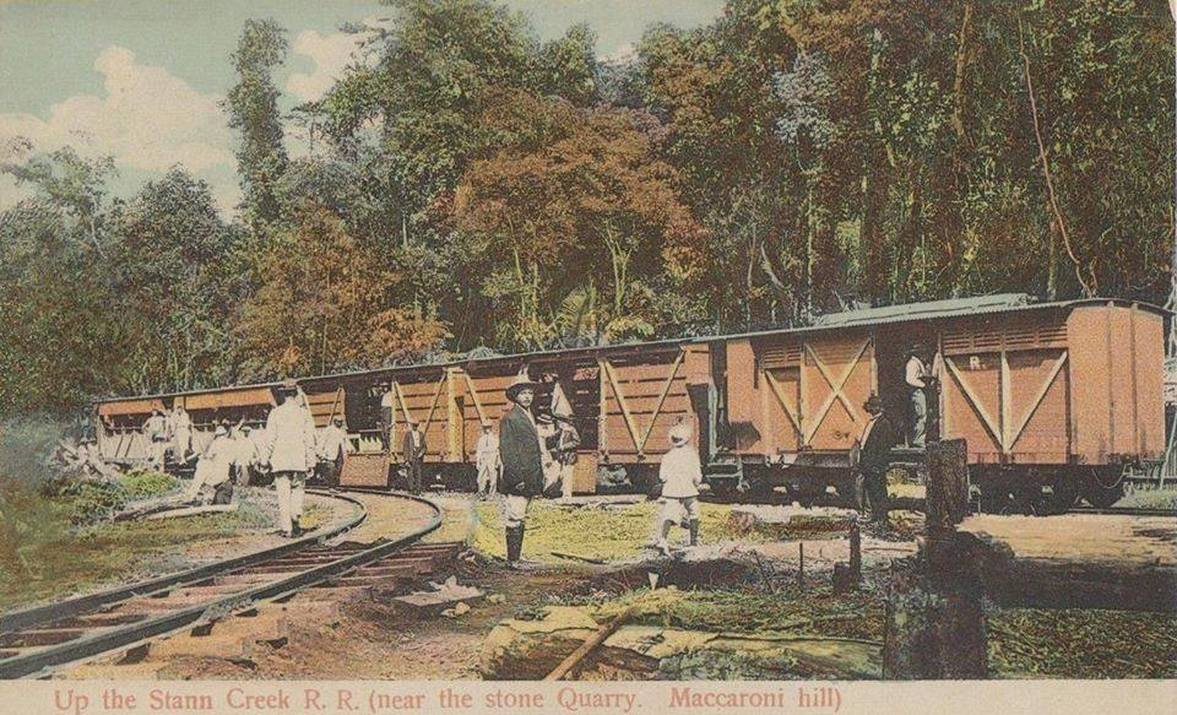
Línea ferroviaria del Ferrocarril de Stann Creek.

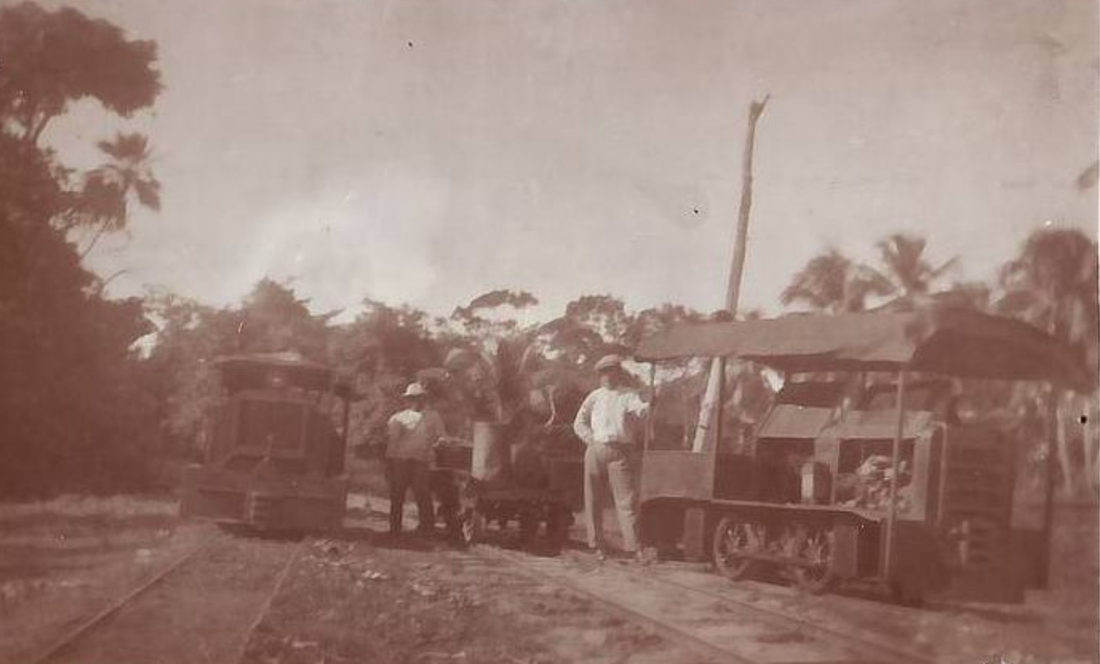
Locomotoras de diésel en la Stann Creek Railway

Históricamente, la línea ferroviaria principal de Belice era el Stann Creek Railway. Esta línea era utilizada por la empresa United Fruit Company y conectaba la Finca de Middlesex con el puerto de Dangriga. La línea tenía una vía estrecha de 914 milímetros.
La línea estuvo en operaciones desde 1913 hasta 1937, cuando finalmente fue abandonada. Aún siguen visibles muchos de los restos de la línea a lo largo de la carretera del Colibrí entre Dangriga y Belmopán. Esta carretera incluso utiliza algunos de los antiguos puentes ferroviarios, aunque muchos de estos han ido desapareciendo gradualmente con el tiempo con la construcción de nuevos puentes para la carretera.

### Línea Hill Bank-Gallon Jug
Una segunda línea ferroviaria también existía entre Hill Bank en el lado sur de una laguna en el Río Nuevo. Esta línea continuaba en dirección oeste a través de la sierra de Agua hasta llegar a Gallon Jug, una comunidad abandonada ubicada a aproximadamente 10 kilómetros al este de la frontera con Guatemala.

## Lectura recomendada
- Ferrocarriles del Caribe de David Rollinson (2001, Macmillan, Oxford, Inglaterra)